# ATP de Zagreb
O PBZ Zagreb Indoors foi um torneio internacional de tênis e fez parte do programa ATP International Series, como um ATP 250, realizado em superfície de piso rápido (duro) e indoors, na cidade de Zagreb, Croácia. Criado primeiramente no ano de 1996 com o nome de Croatian Indoors, com duas edições voltou sob a nova alcunha, no ano de 2006.
Os maiores vencedores em simples são Marin Čilić com quatro títulos, Goran Ivanišević com dois e Ivan Ljubičić, que além de um título, também tem dois vice-campeonatos.
Em duplas, apenas em uma edição os donos da casa venceram, em 1997, mas ninguém até agora repetiu o título, o caso curioso fica por conta do tcheco Martin Damm, que fez a primeira final, em 1996, e foi vice-campeão, somente treze anos após, levantou o troféu ao lado de Robert Lindstedt, o país que mais venceu em duplas foi a Alemanha com três conquistas. 

## Finais

### Simples
| Ano                                     | Campeão                | Vice-campeão   | Resultado      |
| --------------------------------------- | ---------------------- | -------------- | -------------- |
| 2015                                    | Guillermo García-López | Andreas Seppi  | 7–64, 6–3      |
| 2014                                    | Marin Čilić            | Tommy Haas     | 6–3, 6–4       |
| 2013                                    | Marin Čilić            | Jürgen Melzer  | 6–3, 6–1       |
| 2012                                    | Mikhail Youzhny        | Lukáš Lacko    | 6–2, 6–3       |
| 2011                                    | Ivan Dodig             | Michael Berrer | 6–3, 6–4       |
| 2010                                    | Marin Čilić            | Michael Berrer | 6–4, 56–7, 6–3 |
| 2009                                    | Marin Čilić            | Mario Ančić    | 6–3, 6–4       |
| 2008                                    | Sergiy Stakhovsky      | Ivan Ljubičić  | 7–5, 6–4       |
| 2007                                    | Marcos Baghdatis       | Ivan Ljubičić  | 7–64, 4–6, 6–4 |
| 2006                                    | Ivan Ljubičić          | Stefan Koubek  | 6–3, 6–4       |
| Torneio não realizado entre 2005 e 1998 |                        |                |                |
| 1997                                    | Goran Ivanišević       | Greg Rusedski  | 7–6, 4–6, 7–6  |
| 1996                                    | Goran Ivanišević       | Cédric Pioline | 3–6, 6–3, 6–2  |

### Duplas
| Ano                                     | Campeões                          | Vice-campeões                      | Resultado         |
| --------------------------------------- | --------------------------------- | ---------------------------------- | ----------------- |
| 2015                                    | Marin Draganja Henri Kontinen     | Fabrice Martin Purav Raja          | 6–4, 6–4          |
| 2014                                    | Jean-Julien Rojer Horia Tecău     | Philipp Marx Michal Mertiňák       | 3–6, 6–4, [10–2]  |
| 2013                                    | Julian Knowle Filip Polášek       | Ivan Dodig Mate Pavić              | 6–3, 6–3          |
| 2012                                    | Marcos Baghdatis Mikhail Youzhny  | Ivan Dodig Mate Pavić              | 6–2, 6–2          |
| 2011                                    | Dick Norman Horia Tecău           | Marcel Granollers Marc López       | 6–3, 6–4          |
| 2010                                    | Jurgen Melzer Philipp Petzschner  | Arnaud Clément Olivier Rochus      | 3–6, 6–3, [10–8]  |
| 2009                                    | Martin Damm Robert Lindstedt      | Christopher Kas Rogier Wassen      | 6–4, 6–3          |
| 2008                                    | Paul Hanley Jordan Kerr           | Christopher Kas Rogier Wassen      | 6–3, 3–6, [10–8]  |
| 2007                                    | Michael Kohlmann Alexander Waske  | Jaroslav Levinský František Čermák | 7–65, 4–6, [10–5] |
| 2006                                    | Jaroslav Levinský Michal Mertiňák | Davide Sanguinetti Andreas Seppi   | 7–66, 6–1         |
| Torneio não realizado entre 2005 e 1998 |                                   |                                    |                   |
| 1997                                    | Saša Hiršzon Goran Ivanišević     | Mark Keil Brent Haygarth           | 6–4, 6–3          |
| 1996                                    | Libor Pimek Menno Oosting         | Martin Damm Hendrik Jan Davids     | 6–3, 7–6          |